# Nahuel Molina
Nahuel Molina Lucero (født 6. april 1998) er en argentinsk professionel fodboldspiller, som spiller for La Liga-klubben Atlético Madrid og Argentinas landshold.